# Człowiek z Devon
Człowiek z Devon (ang. A Man of Devon) – tom opowiadań z 1901, czwarte opublikowane dzieło Johna Galsworthy’ego.
Zbiór czterech opowiadań (m.in. tytułowego) wydano pod pseudonimem John Sinjohn (dosł. John, syn Johna). Zasługuje on na uwagę przede wszystkim ze względu na opowiadanie Zbawienie Forsyte’a (ang. Salvation of a Forsyte). W dziele tym po raz pierwszy mowa jest o przedstawicielu rodu Forsyte’ów, który to ród zdominuje w przyszłości twórczość pisarza. Mowa o jednym z braci - Swithinie, który na łożu śmierci wspomina niegdysiejsze spotkanie z piękną, młodą Węgierką. Miało ono miejsce podczas podróży Swithina na kontynent europejski. Pomiędzy młodymi rodzi się miłosne uczucie. W momencie gdy Swithin dowiaduje się, że Węgierka jest członkinią antyhabsburskiego ruchu oporu i że ma przekonania narodowe, bohater (trzymający się skostniałych i uświęconych zasad) zrywa z nią i salwuje się ucieczką. W opowiadaniu tym po raz pierwszy pojawiają się, tak charakterystyczne dla autora, przebłyski ironii i satyry.